# F 9 (sous-marin)
Pour les articles homonymes, voir F9.
Le F 9 est un sous-marin italien de la classe F, lancé pendant la Première Guerre mondiale et en service dans la Regia Marina.

## Caractéristiques
La classe F déplaçait 260 tonnes en surface et 320 tonnes en immersion. Les sous-marins mesuraient 46,63 mètres de long, avaient une largeur de 4,22 mètres et un tirant d'eau de 2,62 mètres. Ils avaient une profondeur de plongée opérationnelle de 40 mètres. Leur équipage comptait 2 officiers et 24 sous-officiers et marins.
Pour la navigation de surface, les sous-marins étaient propulsés par deux moteurs diesel FIAT de 325 chevaux-vapeur (cv) (239 kW) chacun entraînant deux arbres d'hélices. En immersion, chaque hélice était entraînée par un moteur électrique Savigliano de 250 chevaux-vapeur (184 kW). Ils pouvaient atteindre 12,3 nœuds (22,8 km/h) en surface et 8 nœuds (14,8 km/h) sous l'eau. En surface, la classe F avait une autonomie de 1 200 milles nautiques (2 222 km) à 9,3 noeuds (17,22 km/h); en immersion, elle avait une autonomie de 139 milles nautiques (257 km) à 1,5 noeuds (2,77 km/h).
Les sous-marins étaient armés de 2 tubes lance-torpilles à l'avant (proue) de 45 centimètres, pour lesquels ils transportaient un total de 4 torpilles. Sur le pont arrière se trouvait 1 canon antiaérien Armstrong de 76/30 mm pour l'attaque en surface. Ils étaient également équipés d'une mitrailleuse Colt de 6,5 mm.

## Construction et mise en service
Le F 9 est construit par le chantier naval FIAT-San Giorgio de La Spezia en Italie, et mis sur cale le 3 juin 1915. Il est lancé le 24 septembre 1916 et est achevé et mis en service le 29 décembre 1917. Il est commissionné le même jour dans la Regia Marina.

## Historique
Le 10 janvier 1917, le F 9 est affecté au Commandement maritime de La Spezia. 
Le premier commandant du sous-marin est le lieutenant de vaisseau (tenente di vascello) Paolo Borgatti, qui a suivi les dernières phases de sa construction et de ses essais..
Au départ, le F 9 est employé comme navire de lutte anti-sous-marine dans le nord de la mer Tyrrhénienne, effectuant quelques missions de ce type.
En mars 1917, il est affecté au 1er escadron de sous-marins, basé à Venise.
Le 11 mars, pendant le voyage de transfert (effectué avec son navire-jumeau (sister ship) F 10), il est aperçu par le destroyer Euro et le torpilleur Airone au large de Messine, pris pour un U-boot et bombardé, mais il réussti à s'échapper indemne grâce à une plongée rapide.
Il est alors basé à Porto Corsini, opérant comme une force offensive sur la côte dalmate, mais sans résultat.
Le 11 septembre 1917, en prévision du transfert de Trieste à Pula des anciens cuirassés austro-hongrois Wien et Budapest, il est déployé en embuscade au large de Rovinj, mais ne voit pas de navires ennemis.
En 1918, le sous-marin est commandé par le lieutenant de vaisseau Nortarbartolo.
Utilisé pour les exercices et l'entraînement après la guerre, il poursuit cette activité jusqu'en 1928, année de sa radiation le 1er août 1928. 
Il est ensuite démoli.